# Serce matki (film 1993)
Serce matki (tytuł oryginalny: Zëmra e nënës) – albański film fabularny z roku 1993 w reżyserii Besnika Bishy.
Film otrzymał główną nagrodę na X Festiwalu Filmów Albańskich w Tiranie (10-13 maja 1995).

## Zarys fabuły
Stara kobieta mieszka sama. Jej dzieci dawno się usamodzielniły, mieszkają osobno i rzadko ją odwiedzają. Nawet przyjaciele przestali ją odwiedzać. Swoje emocje przekazuje małej lalce, do której mówi w trakcie spacerów dookoła własnego domu. Lalka należała kiedyś do jej bratanka.
Film realizowano w Beracie.

## Obsada
- Tinka Kurti jako matka
- Bledar Rudi jako Erion
- Ermira Gjata jako narzeczona
- Ilir Bezhani jako syn
- Besa Kryeziu
- Nertina Topulli